# ステファノ・ルッキーニ
ステファノ・ルッキーニ（Stefano Lucchini, 1980年10月2日 - ）は、イタリア・コドーニョ出身の元サッカー選手。現役時代のポジションはDF。

## 経歴

### クラブ
USクレモネーゼのユース出身。2002年より所属したエンポリFCで126試合に出場、クラブのセリエA昇格(2004-05)、UEFAカップ出場権獲得 (2006-07) に貢献した。2007-08シーズンよりUCサンプドリアへ移籍。サンプドリアで4シーズンを過ごした後、2011年夏にアタランタBCへ加入した。2014年7月、セリエA昇格を決め補強を進めるACチェゼーナに移籍。2016年7月8日、レガ・プロのクレモネーゼと契約し17年振りに古巣へ復帰した。2016-17シーズンには主に前半戦において出場。クラブのリーグ優勝及びセリエB昇格に貢献し、シーズン終了を以て現役引退することを表明した。

### 代表
U-21イタリア代表の一員としてUEFA U-21欧州選手権2002に出場。2010年8月、チェーザレ・プランデッリ新監督が就任したフル代表に初招集されるも、試合出場機会はなかった。

## タイトル
エンポリ
- セリエB : 2004-05

クレモネーゼ
- レガ・プロ : 2016-17